# Comuna Petrăchioaia, Ilfov
Petrăchioaia (în trecut, Creața-Leșile) este o comună în județul Ilfov, Muntenia, România, formată din satele Măineasca, Petrăchioaia (reședința), Surlari și Vânători.

## Așezare
Comuna se află în partea central-estică a județului, la limita cu județul Ialomița, pe malurile Mostiștei. Este străbătută de șoseaua județeană DJ402, care o leagă spre nord-vest de Dascălu și spre est de Sinești (județul Ialomița; unde se termină în DN2). La Petrăchioaia, din ea se ramifică șoseaua județeană DJ200A, care o leagă spre sud-vest de Afumați (unde se termină tot în DN2).

## Demografie
Componența etnică a comunei Petrăchioaia
     Români (81,08%)
     Romi (4,95%)
     Alte etnii (0,51%)
     Necunoscută (13,45%)
Componența confesională a comunei Petrăchioaia
     Ortodocși (84,52%)
     Alte religii (1,19%)
     Necunoscută (14,29%)
Conform recensământului efectuat în 2021, populația comunei Petrăchioaia se ridică la 3.695 de locuitori, în creștere față de recensământul anterior din 2011, când fuseseră înregistrați 3.498 de locuitori. Majoritatea locuitorilor sunt români (81,08%), cu o minoritate de romi (4,95%), iar pentru 13,45% nu se cunoaște apartenența etnică. Din punct de vedere confesional, majoritatea locuitorilor sunt ortodocși (84,52%), iar pentru 14,29% nu se cunoaște apartenența confesională.

## Politică și administrație
Comuna Petrăchioaia este administrată de un primar și un consiliu local compus din 13 consilieri. Primarul, Mihai Dobre[*], de la Partidul Național Liberal, este în funcție din 2012. Începând cu alegerile locale din 2024, consiliul local are următoarea componență pe partide politice:
|  | Partid                          | Consilieri | Componența Consiliului | Componența Consiliului | Componența Consiliului | Componența Consiliului | Componența Consiliului | Componența Consiliului | Componența Consiliului |
|  | ------------------------------- | ---------- | ---------------------- | ---------------------- | ---------------------- | ---------------------- | ---------------------- | ---------------------- | ---------------------- |
|  | Partidul Național Liberal       | 7          |                        |                        |                        |                        |                        |                        |                        |
|  | Partidul Social Democrat        | 5          |                        |                        |                        |                        |                        |                        |                        |
|  | Alianța pentru Unirea Românilor | 1          |                        |                        |                        |                        |                        |                        |                        |

## Istorie
La sfârșitul secolului al XIX-lea, comuna purta numele de Creața-Leșile, făcea parte din plasa Mostiștea a județului Ilfov și era formată din satele Creața-Petrăchioaia, Gagu, Leșile, Merișasca, Surlari, Stoienoaia și Vânători, totalizând 1574 de locuitori ce trăiau în 356 de case și 2 bordeie. În comună funcționau o școală mixtă, o moară cu aburi, trei mașini de treierat cu aburi și cinci biserici. În 1925, comuna este consemnată în plasa Fierbinți a aceluiași județ, având în compoziție satele Creața-Petrăchioaia (reședință), Leșile, Stoienoaia, Surlari și Vânători, cu 1960 de locuitori.
În 1950, comuna a fost inclusă în raionul Căciulați și apoi (după 1960) în raionul Urziceni din regiunea București. În 1981, comuna a revenit la județul Ilfov, în compoziția actuală (satul Leșile a fost desființat ca entitate separată și inclus în satul Vânători) și cu numele de Petrăchioaia. În 1981, în urma unei reorganizări administrative a zonei, comuna a trecut în luna ianuarie la județul Ialomița, pentru ca în luna septembrie să fie transferată la Sectorul Agricol Ilfov din subordinea municipiului București, sector devenit în 1997 județul Ilfov.

## Monumente istorice
Unsprezece obiective din comuna Petrăchioaia sunt incluse în lista monumentelor istorice din județul Ilfov ca monumente de interes local. Șapte dintre ele sunt situri arheologice — așezarea din Epoca Bronzului (cultura Tei) aflată la 300 m sud de satul Măineasca pe o vale afluentă Mostiștei; așezarea din secolul al IV-lea e.n. de lângă fostul CAP Măineasca; așezarea din secolele al II-lea–I î.e.n. de pe malul vestic al Mostiștei, la sud de același sat; așezarea de secolele al IX-lea–al XI-lea din curtea fostei SMA din Petrăchioaia; așezarea din Epoca Bronzului de lângă podul peste Mostiștea; situl de la Surlari, cu așezări din Epoca Bronzului (culturile Tei și Coslogeni), geto-dacică (secolele al III-lea–al II-lea î.e.n.), și cea daco-romană; și situl de la Vânători, cuprinzând așezări din perioada geto-dacică, secolul al VI-lea, secolele al IX-lea–al XI-lea și secolul al XVI-lea.
Celelalte patru monumente sunt clasificate ca monumente de arhitectură. Ele sunt biserica „Sfântul Nicolae” din Măineasca, construită în 1766 și refăcută în 1851 și 1925; biserica „Adormirea Maicii Domnului” a parohiei Stoienoaia din satul Petrăchioaia (ridicată în 1815); biserica fostei mănăstiri Surlari din satul Surlari, datând din secolul al XVIII-lea; și biserica „Sfinții Împărați Constantin și Elena” din satul Vânători (tot din secolul al XVIII-lea).